# Акопян Валерій Григорович
Акопян Валерій Григорович — український політик. Директор виконавчої дирекції Фонду соціального страхування від нещасних випадків на виробництві та професійних захворювань України (з 2012—2017), Заслужений економіст України, доктор філософських наук,  президент хокейного клубу «Беркут-Київ» (з 1998—2002); член Федерації хокею України (1998—2002). Засновник щорічної спартакіади серед потерпілих на виробництві «Сила духу» (з 2013 р.)
Народився 20 липня 1958 (село Чехівка, Чорнобаївський район, Черкаська область); батько Григорій Самвелович (1939—2011) — кіномеханік, водій, пенсіонер; мати Віра Андріївна (1939—2020) — кіномеханік, робітник ВТК, пенсіонер; Одружений, має четверо дітей.

## Освіта
- Київський геологорозвідувальний технікум (1974-1978), геофізик;
- Київський інститут народного господарства (1986—1991), економіст, «Бухгалтерський облік, контроль і аналіз господарської діяльності».

## Трудова діяльність
Народний депутат України 4-го скликання квітень 2002 - квітень 2006, Вознесенський виборчій округ № 132, Миколаївська область, висунутий виборчим блоком політичних партій «За єдину Україну!». За 44.74 %, 9 суперників. На час виборів: народний депутат України, член АПУ.
Член фракції «Єдина Україна» (05.-06.2002), член Комітету з питань європейської інтеграції (з червня 2002).
Член Парламентської Асамблеї Чорноморського Економічного Співробітництва (2002—2006).
Член української частини Комітету співробітництва з Євросоюзом.
Заступник голови парламентської групи у зв'язках з парламентом Іспанії.
Член Колегії МВС України (2002—2004).
Народний депутат України 3 скликання  березень 1998 - квітень 2002, Вознесенський виборчий округ № 131, Миколаївської області, 17 суперників. На час виборів: віце-президент АТЗТ «Інтергаз».
Член фракції НДП (квітень - листопад 1998); позафракцією (листопад 1998- лютий 1999), член групи «Відродження регіонів» (лютий 1999- квітень 2001), член фракції Партії «Демократичний союз» (з 04.2001); член Комітету з питань фінансів і банківської діяльності (з липня 1998).
- 1974—1978 — учень Київського геологорозвідувального технікуму, відділ сейсморозвідки.
- 1978—1980 — служба в армії, телеграфіст 1 класу. Липень 1980 — регулювальник радіоапаратури, ВО «Комуніст», м. Київ.
- 1980—1982 — геофізик-оператор геофіз. партії, Київ. геофіз. експедиція.
- 1982—1991 — інженер-механік Київського відділу, Черкаського монтажно-налагоджувального управління
- 1991—1992 — головний бухгалтер МП «Зооцентр».
- 1992—1994 — головний бухгалтер МП «Альціона».
- 1994—1995 — директор аудиторної фірми «Альфа-Омега».
- 1995—1996 — головний бухгалтер корпорації «Республіка» і АТЗТ «Інтергаз», м. Київ.
- 1996—1998 — помічник-консультант народного депутата України.
- 1997—1998 — віце-президент АТЗТ «Інтергаз».
- 1998-2006 — народний депутат України 3 та 4 скликання ВРУ.
- 2012- 2017 — Директор Виконавчої дирекції Фонду соціального страхування від нещасних випадків на виробництві та професійних захворювань України.

Академік Української академії наук.
Член аудиторської палати України (1998—1999).
Перший ранг державного службовця(2002). Заслужений економіст України .
З 2009 року член правління Фонду соціального страхування від нещасних випадків на виробництві та професійних захворювань України, член правління Фонду соціального страхування на випадок безробіття, член правління Фонду соціального страхування з тимчасової втрати працездатності.
З 2003 року академік Української академії наук. Керівник секції філософії Української академії наук.
Член редколегії збірника наукових праць «Гілея: науковий вісник» (2005 р.).
Автор більше 40 наукових публікацій з історії, економіки та філософії, у тому числі: 4 брошур, 27 наукових статей, 1 наукового збірника, 1 монографії, 1 навчального посібника.
Співавтор видань «Реабілітовані історією».

### Наукові звання
- Кандидат філософських наук (2005 р.);
- доцент кафедри управління та євроінтеграції Інституту соціології, психології та управління НПУ ім. М. П. Драгоманова (з 2009 р.);
- старший науковий співробітник (2010 р.);
- доктор філософських наук (2012 р.).

## Нагороди
- Орден Святого князя Володимира I ст.(2014) та II ст. (1998)
- Відзнака «За сприяння органам внутрішніх справ України» (2003);
- Нагрудний знак МВС України (2003);
- Почесною Грамотою Верховної Ради України (2005);
- Почесна Грамота правління Фонду загальнообов'язкового державного соціального страхування України на випадок безробіття;
- Грамота правління Фонду соціального страхування від нещасних випадків на виробництві та професійних захворювань України.

## Захоплення
Література, історія, зброя, шахи, хокей, водні види спорту, полювання, риболовля.